# Anders Fugelstad
Anders Erik Fugelstad, ursprungligen Nilsson,  född 23 augusti 1933 i Västanede i Håsjö församling i Jämtland, död 31 maj 2025 i Kungsholmens distrikt i Stockholm, var en svensk trubadur och låtskrivare. Han är mest känd för låten Ingenting är längre som förut som låg på Svensktoppen sommaren 1970.

## Biografi
Fugelstad tillhörde Gulliksläkten från Hällesjö socken i Jämtland. Det antagna släktnamnet Fugelstad kommer från byn Fugelsta i Marieby socken. Han arbetade ursprungligen som pressfotograf på Östersunds-Posten, men började omkring 1960 att skriva och framföra egna visor, och vann 1962 en talangjakt i Östersund om Jämtlands bästa amatörtalang. Efter att ha skrivit ett antal jämtlandspatriotiska sånger blev han utsedd till "nationalskald" i "Republiken Jamtland" under Yngve Gamlins presidenttid.
Fugelstad flyttade till Stockholm hösten 1964 och studerade på Birkagårdens folkhögskola, arbetade på Aftonbladet samt medverkade i  många program i radio och TV. Efter ett TV-program fick han spela in sin första LP hos det då nystartade skivbolaget Polar. Fugelstad studerade under åren 1968–1970 på journalisthögskolan i Stockholm, och praktiserade under senare delen av utbildningen som medarbetare i Stockholms-Nytt, senare Radio Stockholm. 
Fugelstad var hedersmedlem nummer 7 (2006) i Yrkestrubadurernas förening.

## Diskografi

### Album
- Personligt: Anders Fugelstad sjunger Anders Fugelstad (LP, 1965)
- Någonting gemensamt (LP, 1969)
- Lustigt och olustigt (LP, 1971)
- Livstycke (LP, 1973)
- Tidvisa (LP, 1976)
- Vidarevisa (LP, 1984)
- Fria Jamtland (MK, 1984)[10]
- Upptäcktsresa (CD, 1997)

### Singlar och EP
- Blå fågel (1966)
- Ödmjuka kvinna (1974)
- Nya svenska folk (CD/EP, 1992)

### Fotnoter
1. ↑  Håsjö kyrkoarkiv. Födelse- och dopbok vol C:7 sif 126
2. ↑   https://www.dn.se/familj/dodsannonser/#/CaseInline/971591
3. ↑  https://www.ratsit.se/19330823-Anders_Erik_Fugelstad_Stockholm/rbOwlWVboOyWJBS5GqpOIAe0Hhbp9tzcv-PRbFJJdDU
4. ↑  ”Svensktoppen”. Sveriges Radio. 28 juli 1970. http://sverigesradio.se/Diverse/AppData/Isidor/files/2023/3468.txt. Läst 13 augusti 2011.
5. ↑  "Till minne: Anders Fugelstad" i Dagens Nyheter 16 juni 2025
6. ↑  "Journalisten och artisten Anders Fugelstad har avlidit" i Östersunds-Posten 26 juli 2025
7. ↑  "Ansedel Anders Erik Fugelstad" på gullikforskning.se (2024)
8. ↑  "Vårkalaset den 16 maj 2006" i Avisen nr 3, 2006 från Jämtlands-Härjedalens Gille i Uppsala  PDF
9. ↑  ”YTF: Hedersmedlemmar”. Arkiverad från originalet den 26 november 2015. https://web.archive.org/web/20151126062042/http://www.ytf.se/hedersmedlemmar/. Läst 16 mars 2012.
10. ↑  Fria Jamtland på SMDb